# 薩格薩山 (坦塔區)
12°07′18″S 75°58′53″W / 12.12167°S 75.98139°W
薩格薩山（Saqsa），是秘魯的山峰，位於該國中南部利馬大區，由堯約斯省的坦塔區負責管轄，屬於秘魯中部山脈的一部分，海拔高度4,800米。